# Tévenon
Tévenon es una comuna suiza del cantón de Vaud, situada en el distrito de Jura-Nord vaudois. 
La comuna es el resultado de la fusión el 1 de julio de 2011 de las antiguas comunas de Fontanezier, Romairon, Vaugondry y Villars-Burquin.

## Geografía
Tévenon se encuentra situada a los pies de la cordillera del Jura, en la región del lago de Neuchâtel. La comuna limita al norte con la comuna de Val-de-Travers (NE), al noreste con Provence, al este con Bonvillars, al sur con Champagne, al suroeste con Fontaines-sur-Grandson, y al oeste con Mauborget.